# خانه مهد کاظم زائری
خانه مهد کاظم زائری مربوط به دوره قاجار است و در شیراز، محله لب آب، کوچه سوریها، پلاک ۲ واقع شده و این اثر در تاریخ ۸ مرداد ۱۳۸۱ با شمارهٔ ثبت ۶۰۵۹ به‌عنوان یکی از آثار ملی ایران به ثبت رسیده است.